# Sébastien Fournier
Sébastien Fournier (født 27. juni 1971 i Veysonnaz, Schweiz) er en tidligere schweizisk fodboldspiller, der spillede som midtbanespiller. Han var på klubplan primært tilknyttet FC Sion og Servette FC i hjemlandet, men havde også et ét-årigt ophold hos VfB Stuttgart i den tyske Bundesliga.
Fournier spillede mellem 1994 og 2002 40 kampe og scorede tre mål for det schweiziske landshold. Han repræsenterede sit land ved både VM i 1994 og EM i 1996.